# Cárcel concordataria de Zamora
La Cárcel concordataria de Zamora fue una prisión que existió en Zamora (España) durante el régimen franquista, en la que se encarceló a sacerdotes y religiosos condenados por mostrar afinidad a trabajadores y regionalistas contrarios al régimen. Fue puesta en funcionamiento en el verano de 1968 bajo la autorización de Franco y tuvo una capacidad de más de cincuenta personas.

## Estructura
La cárcel se estableció en un pabellón de la antigua prisión provincial, habilitado expresamente para tal función y separado del resto de pabellones, donde vivían otros presos, tanto comunes como políticos.

## Población
En total, pasaron por la prisión de Zamora alrededor de un centenar de curas o religiosos, la mayoría de ellos condenados por motivos políticos y sindicales. Especialmente importante fue la presencia de religiosos y curas vascos, entre los que destaca Xabier Amuriza, posteriormente conocido por su actividad como bertsolari y promotor de la lengua vasca; este inmortalizó la cárcel de Zamora en sus estrofas tituladas "Espainian behera, hor dago Zamora" (abajo, en España, ahí esta Zamora), composición en la que originariamente se describen sus años de internamiento y cuya melodía está enormemente extendida en el uso popular vascófono.
Otros internados procedían de Madrid, como Mariano Gamo (cura de Nuestra Señora de Moratalaz) y el jesuita obrero Francisco García Salve (fundador del sindicato Comisiones Obreras); de Barcelona, como Francisco Botey y  Lluís Maria Xirinacs; y de otras regiones, como Vicente Couce (de la parroquia de Santa Marina del Ferrol, en Galicia) y Carlos García Huelga (Asturias).

## Escenario cinematográfico
En esta cárcel se rodó la película Celda 211.

## Documental
En 2021 se estrenó Apaiz kartzela, un documental sobre los hechos acontecidos en la cárcel.